# Teratocephalus lirellus
Teratocephalus lirellus är en rundmaskart som beskrevs av Anderson 1969. Teratocephalus lirellus ingår i släktet Teratocephalus och familjen Teratocephalidae. Arten är reproducerande i Sverige. Inga underarter finns listade i Catalogue of Life.